# Everyman Theatre
Everyman Theatre è un teatro situato all'estremità nord di Hope Street a Liverpool in Inghilterra. Fu fondato nel 1964, a Hope Hall (dove vi era una volta una cappella, che poi fu trasformata in un cinema), in un'area di Liverpool nota per il suo ambiente bohémien. The Everyman è stato completamente ricostruito tra il 2011 e il 2014. Il teatro ha vinto nel 2014 lo Premio Stirling.